# Anthoni van Noordt
Anthoni van Noordt, né à Amsterdam vers 1619, inhumé dans la même ville le 23 mars 1675, est un organiste et compositeur néerlandais.